# Apaj
Apaj is een plaats (község) en gemeente in het Hongaarse comitaat Pest. Apaj telt 1.287 inwoners (2001).